# 105 Mi Casa
105 Mi Casa è un programma radiofonico in onda dal lunedì al venerdì dalle 20.00 alle 21.00 su Radio 105 condotto da Max Brigante: inoltre vanno in onda repliche dalla domenica al giovedì dalle 01:00 alle 02:00. La trasmissione va in onda dal 2014, e all'inizio fino all'anno seguente la conduzione era divisa con Andrea Pellizzari.
Il programma consiste in un talk show radiofonico durante il quale diversi ospiti rispondono a domande riguardanti i più svariati argomenti. Nel caso in cui un ospite sia un cantante o un personaggio appartenente all'ambito musicale viene coinvolto nel Casaoke, ovvero il Karaoke di 105 Mi Casa. Alla puntata del lunedì partecipa Fabio Guadagnini, direttore di Fox Sport, il quale introduce a una panoramica del calcio internazionale.
Da lunedì 20 febbraio 2017, a seguito della conclusione di Benvenuti nella giungla, il programma ha aumentato la sua durata andando in onda dalle 18 alle 20.
Da lunedì 19 ottobre 2017, con la nascita del programma 105 Matrix, il programma è tornato al suo orario storico, dalle 18 alle 19.
Da lunedì 17 settembre 2018 il programma va in onda nella fascia oraria dalle 20 alle 21, per far posto al nuovo programma A me mi piace, in onda dalle 18 alle 20.